# 新加坡首席大法官
新加坡首席大法官（英語：Chief Justice of Singapore）是新加坡最高法院的首席法官，是新加坡司法體系的最高職位。

## 历史
由新加坡總統根據新加坡總理的提名任命。現任新加坡首席大法官是梅達順，他於2012年11月6日上任。他也是第一位在新加坡出生的首席大法官。

## 名单
| 位次 | 首席大法官 | 开始时间      | 结束时间      |
| ---- | ---------- | ------------- | ------------- |
| 1    | 黄宗仁     | 1965年8月9日  | 1990年9月27日 |
| 2    | 杨邦孝     | 1990年9月28日 | 2006年4月10日 |
| 3    | 陈锡强     | 2006年4月11日 | 2012年11月5日 |
| 4    | 梅达顺     | 2012年11月6日 | 现任          |